# Parts-per表記
| 1単位 | 量          | 指数  |
| ----- | ----------- | ----- |
| 1 %   | 0.01        | 10−2  |
| 1 ‰   | 0.001       | 10−3  |
| 1 ‱   | 0.0001      | 10−4  |
| 1 ppm | 0.000001    | 10−6  |
| 1 ppb | 0.000000001 | 10−9  |
| 1 ppt | 0.000000001 | 10−12 |
| 1 ppq | 0.000000001 | 10−15 |

科学や工学で用いられるparts-per表記（パーツ・パーひょうき）とは、濃度・モル分率・体積分率・質量分率などの各種の無次元量について、非常に小さい数値を表すのに使われる計量単位である。これらの量は、量を同じ次元の量で割ったもの（別の言い方をすれば、分子・分母が同じ量である分数）であるため、単位を伴わない純粋な「数」である。
日本の計量法が定めているparts-per表記の計量単位は、以下である。計量法では、「parts-per表記」の語を用いておらず、「濃度」の計量単位である。それぞれ質量百分率・体積百分率、質量千分率・体積千分率、・・・の2種類がある。体積百分率、体積千分率・・・の場合は、その単位記号の前に「vol」の語を付することができる。
- %       (10—2、百分率)
- ‰       (10—3、千分率)
- ppm （parts-per-million, 10−6、百万分率）
- ppb （parts-per-billion, 10−9、十億分率）
- ppt （parts-per-trillion, 10−12、一兆分率）
- ppq （parts-per-quadrillion, 10−15、千兆分率）

## 概要
parts-per表記は、化学において希薄溶液の濃度（例えば水に含まれるミネラル分や汚染物質の濃度）を表現するのによく用いられる。試料溶液1グラム (g) につき汚染物質が百万分の1グラム存在するならば、その質量分率について"1 ppm"と書くことができる。水溶液の場合は、水の密度が1.00 g/mLと近似できるので、1グラムの水と1ミリリットルの水は同じとみなせる。よって、1 ppm は 1 mg/L に相当し、1 ppb は 1 µg/L に相当する。
parts-per表記は物理学や工学において、様々な比例現象の値を表現するのにも用いられる。例えば、ある金属合金が摂氏度1℃ごとに1メートルあたり1.2マイクロメートル膨張するとき、「熱膨張率 α = 1.2 ppm/℃」と表現される。parts-per表記は変化率、安定性、計量の不確かさの表現にも用いられる。例えば、光波測距儀を用いて距離を測るときの正確度が距離1キロメートルにつき1ミリメートルであるとき、「正確度 = 1 ppm」と表現できる。
parts-per表記は全て無次元量である。数学的に表現すると、単位が打ち消される。「2ナノメートル毎メートル」の場合、2 nm/m = 2 ナノ = 2 × 10−9 = 2 ppb = 2 × 0.000 000 001 のようになり、商は純粋な数の係数となる。parts-per表記（パーセント(%)表記を含む）が数式ではなく普通の文章で使われる場合は、それらは純粋な数の無次元量である。しかし、"parts per"という文言を文字通り解釈すると、それは比率を意味することになる（例えば、"2 ppb"は"two parts in a billion parts"（十億の部分のうちの2つの部分）と解釈できる）。

## 各種のparts-per表記の単位
parts per hundred（百分率）
100分の1 (= 1×10−2) であることを意味するが、通常はパーセント (%) で表記される。5ミリリットル（スプーン1杯）の水に稀釈された1滴（約0.05 mL）の液体や、1日の中の15分はおよそ 1 % である。
parts per thousand（千分率）
1000分の1 (= 1×10−3) であることを意味し、パーミル（‰）とも表記される。"parts per trillion"（一兆分率）と区別がつかなくなるため、"part per thousand"を"ppt"と略すべきではない。ただし、海洋学などの特定の分野では、"ppt"を千分率の意味で使用する。50ミリリットル（スプーン10杯）の水に稀釈された1滴の液体や、1日の中の1分半はおよそ 1 ‰ である。
parts per ten thousand（一万分率）
ベーシスポイント (basis point, bp) やパーミリアド (permyriad, ‱) とも言い、10000分の1 (= 1×10−4) であることを意味する。金融分野では、ベーシスポイントは時間の逆数の次元 (T−1) を持つ量として扱われ、金利の変化や違いを表現するのに用いられる。例えば、年5.15%から年5.35%への金利の変化は、「20ベーシスポイントの変化」ということになる。0.5リットルの水に稀釈された1滴の液体や、1日の中の9秒はおよそ 1 ‱ である。一万分率は科学ではほとんど使われない。日本の計量法でも規定されておらず、取引・証明に用いることは禁止されている。
parts per million（ppm、百万分率）
1,000,000分の1 (= 1×10−6) であることを意味する。10,000 ppm で 1 % となる。50リットルの水に稀釈された1滴の液体や、1年の中の32秒はおよそ 1 ppm である。
parts per billion（ppb、十億分率）
1,000,000,000分の1 (= 1×10−9) であることを意味する。10,000,000 ppb で 1 % となる。一般的なドラム缶250本分（50キロリットル）の水に稀釈された1滴の液体や、1世紀の中の3秒はおよそ 1 ppb である。
parts per trillion（ppt、一兆分率）
1,000,000,000,000分の1 (= 1×10−12) であることを意味する。オリンピックサイズ・プール20杯分（50メガリットル）の水に稀釈された1滴の液体や、100千年紀の中の3秒はおよそ 1 ppt である。
parts per quadrillion（ppq、千兆分率）
1,000,000,000,000,000分の1 (= 1×10−15) であることを意味する。東京ドーム約40個分（50ギガリットル）の水に稀釈された1滴の液体や、地球の年齢（約45億年）の中の2分半はおよそ 1 ppq である。分析化学においてごく稀に、ppqレベルの測定が行われる。

## 批評
国際度量衡局 (BIPM) はparts-per表記の使用は認めてはいるが、正式に国際単位系 (SI) の一部とはしていない。パーセント (%) も正式にはSIの一部ではないが、BIPMと国際標準化機構 (ISO) のどちらも「国際的に認められた記号 %（パーセント）を、SIにおいて数 0.01 を表現するために使用することができる」としている。 国際純粋・応用物理学連合 (IUPAP) は「単位純粋主義者 (unit purists) への不快感の継続的な原因は、パーセント・ppm・ppb・pptの継続的な使用である」としている。
これらに替わるものとしてSIと一貫性を持った表現も提案されているが、いまだに、parts-per表記が技術的な分野で広く使われている。このため、日本の計量法でも、濃度の法定計量単位として位置づけられている。

## 問題点
parts-per表記の問題点は以下である。

### long scaleかshort scaleか
国によって"billion"などが表す数が異なるため（西洋の命数法を参照）、BIPMは誤解の防止のために"ppb", "ppt"の使用を避けるよう提唱している。英語では、"million"（百万）まではどの国でも同じ命数を使用しているが、"billion"以上については2種類の命数法があり、それをlong scaleとshort scaleという。"billion"はlong scaleでは1012を意味し、short scaleでは109を意味する。アメリカ国立標準技術研究所(NIST)は、「言語に依存した用語を（中略）SIの量の値の表現に用いることは容認できない」としている。
日本の計量法では、その省令（計量単位規則）でshort scale による単位記号の定義をしており、計量法の規制が及ぶ日本国内においては誤解の余地はない。

### pptはthousandかtrillionか
"ppt"は通常は"parts per trillion"を意味するが、時折"parts per thousand"の意味で用いられることもある。"ppt"の意味が明示されていない場合、文脈から推測しなければならない。また、pptはパーセントポイント（パーセントの数値の増減）を意味する場合もある。

### 質量分率かモル分率か体積分率か
parts-per表記のその他の問題は、それが質量分率・モル分率・体積分率のどれを表しているのかがわからないことである。 kg/kg, mol/mol, m3/m3 のように単位を明示した方が良い。気体を取り扱う場合、これらの違いは著しいので、どの量が使われているか指定することが非常に重要である。例えば、大気中の温室効果ガスCFC-11についての質量分率1ppbとモル分率1ppbの変換係数は4.7である。体積分率を表している場合は、後に"V"や"v"をつけてppmV, ppbv, pptvのように表記（この表記は計量法の規定とは異なる。後述。）する。しかしながら、理想気体では体積分率とモル分率が同じになることから、理想気体以外についてもモル分率にppbv, pptvなどが使われることがしばしばある。
通常は、科学の分野ごとにparts-per表記がどの量を表すかが決まっているので、その分野内では混乱を生じることはない。しかし、分野をまたがった時に誤解を生じる可能性がある。例えば、電気化学においては(体積/体積)が用いられるが、化学工学においては(体積/体積)よりも(質量/質量)が用いられる。
計量法に基づく計量単位規則では、上記のあいまいさを除くために、その単位記号は例えばppmについて、次のように規定している。
- 質量百万分率は、「ppm」と表記
- 体積百万分率は、「volppm」と表記（単に「ppm」と表記することも可）

## SIと一貫性を持った表現
下表に、parts-perの代替として使用できるSI対応単位を示す。緑字で下線が引かれた物は、BIPMがSIにおいて無次元量の表現にふさわしくないとしている表記であることを示す。
| 対象となる量 | SI 単位         | parts-per 表記 (short scale) | parts-per 表記 （記号） | 指数表記      |
| ------------ | --------------- | ---------------------------- | ----------------------- | ------------- |
| ひずみ       | 2 cm/m          | 2 parts per hundred          | 2%                      | 2 × 10−2      |
| 感度         | 2 mV/V          | 2 parts per thousand         | 2 ‰                     | 2 × 10−3      |
| 感度         | 0.2 mV/V        | 2 parts per ten thousand     | 2 ‱                     | 2 × 10−4      |
| 感度         | 2 µV/V          | 2 parts per million          | 2 ppm                   | 2 × 10−6      |
| 感度         | 2 nV/V          | 2 parts per billion          | 2 ppb                   | 2 × 10−9      |
| 感度         | 2 pV/V          | 2 parts per trillion         | 2 ppt                   | 2 × 10−12     |
| 質量分率     | 2 mg/kg         | 2 parts per million          | 2 ppm                   | 2 × 10−6      |
| 質量分率     | 2 µg/kg         | 2 parts per billion          | 2 ppb                   | 2 × 10−9      |
| 質量分率     | 2 ng/kg         | 2 parts per trillion         | 2 ppt                   | 2 × 10−12     |
| 質量分率     | 2 pg/kg         | 2 parts per quadrillion      | 2 ppq                   | 2 × 10−15     |
| 体積分率     | 5.2 µL/L        | 5.2 parts per million        | 5.2 ppm                 | 5.2 × 10−6    |
| モル分率     | 5.24 µmol/mol   | 5.24 parts per million       | 5.24 ppm                | 5.24 × 10−6   |
| モル分率     | 5.24 nmol/mol   | 5.24 parts per billion       | 5.24 ppb                | 5.24 × 10−9   |
| モル分率     | 5.24 pmol/mol   | 5.24 parts per trillion      | 5.24 ppt                | 5.24 × 10−12  |
| 安定性       | 1 (µA/A)/min.   | 1 part per million per min.  | 1 ppm/min.              | 1 × 10−6/min. |
| 抵抗値変化   | 5 nΩ/Ω          | 5 parts per billion          | 5 ppb                   | 5 × 10−9      |
| 不確かさ     | 9 µg/kg         | 9 parts per billion          | 9 ppb                   | 9 × 10−9      |
| A shift of…  | 1 nm/m          | 1 part per billion           | 1 ppb                   | 1 × 10−9      |
| ひずみ       | 1 µm/m          | 1 part per million           | 1 ppm                   | 1 × 10−6      |
| 温度係数     | 0.3 (µHz/Hz)/°C | 0.3 part per million per °C  | 0.3 ppm/°C              | 0.3 × 10−6/°C |
| 周波数変動率 | 0.35 × 10−9 ƒ   | 0.35 part per billion        | 0.35 ppb                | 0.35 × 10−9   |

上の表の「SI単位」の列の表記は全て無次元量であることに注意。“1 nm/m”(1 nm/m = 1 nano = 1 × 10−9)の商は1以下の値の純粋な数の係数である。

## ウノ (uno)
無次元量をSIのガイドラインに従って表現するのが難しいため、国際純粋・応用物理学連合 (IUPAP) は1999年に無次元量の単位としての数値"1"に対し特別の名称「ウノ (uno)」（記号: U）を与えることを提案した。この単位記号は「不確かさ」の記号"U"と同じであるが、量は斜体（イタリック体）、単位は立体で表されるため混同されることはない。「ウノ」という単位名称およびその記号"U"は、非常に大きな、または非常に小さな無次元量を表現するために、SI接頭語と組み合わせて使用することができる。
parts-per表記をウノで表すと、以下のようになる。
| 係数  | parts-per表記 | ウノによる表記            | 記号   | 量の値    |
| ----- | ------------- | ------------------------- | ------ | --------- |
| 10−2  | 2%            | 2 センチウノ (centiuno)   | 2 cU   | 2 × 10−2  |
| 10−3  | 2 ‰           | 2 ミリウノ (milliuno)     | 2 mU   | 2 × 10−3  |
| 10−4  | 2 ‱           | 0.2 ミリウノ (milliuno)   | 0.2 mU | 2 × 10−4  |
| 10−6  | 2 ppm         | 2 マイクロウノ (microuno) | 2 µU   | 2 × 10−6  |
| 10−9  | 2 ppb         | 2 ナノウノ (nanouno)      | 2 nU   | 2 × 10−9  |
| 10−12 | 2 ppt         | 2 ピコウノ (picouno)      | 2 pU   | 2 × 10−12 |
| 10−15 | 2 ppq         | 2 フェムトウノ (femtouno) | 2 fU   | 2 × 10−15 |

2004年、国際度量衡委員会 (CIPM) への報告書では、ウノの提案への反応が「ほとんど完全に否定的」であり、主要な支持者に「考えを断念するよう推奨する」としていた。
ウノはどの標準化団体にも採用されておらず、今後もウノが無次元量の単位として正式に採用される見込みはない。

## 不適切な使用
parts-per表記は、無次元量を表すためだけに用いることができる。つまり、指数が1未満の値の純粋な数になるように、計測単位は"1 mg/kg"のように相殺されなければならない。「15 pCi/Lのラドン濃度」のような単位が混合した量は無次元量でなく、"15 ppt"のようにparts-per表記を使用して表現することはできない。他に、parts-per表記を使用することができないものには以下のようなものがある。
- 大気中の粒子状物質の量: 50 µg/m3（50 ppbではない）
- ステッピングモーター・ギア系の動作: 1 µm/pulse（1 ppmではない）
- 大気中の水銀蒸気濃度: 0.6 ng/L（0.6 pptではない）